# Celso Moraes
Celso Moraes (sinh ngày 4 tháng 8 năm 1979) là một cầu thủ bóng đá người Brasil.

## Sự nghiệp câu lạc bộ
Celso Moraes đã từng chơi cho Thespa Kusatsu.

## Thống kê câu lạc bộ

### J.League
| Đội            | Năm       | J.League | J.League | J.League Cup | J.League Cup | Tổng cộng | Tổng cộng |
| Đội            | Năm       | Trận     | Bàn      | Trận         | Bàn          | Trận      | Bàn       |
| -------------- | --------- | -------- | -------- | ------------ | ------------ | --------- | --------- |
| Thespa Kusatsu | 2005      | 16       | 1        | -            | -            | 16        | 1         |
| Thespa Kusatsu | 2006      | 36       | 6        | -            | -            | 36        | 6         |
| Thespa Kusatsu | 2007      | 30       | 4        | -            | -            | 30        | 4         |
| Tổng cộng      | Tổng cộng | 82       | 11       | 0            | 0            | 82        | 11        |